# Москва (лідер ескадрених міноносців)
«Москва́» (рос. Москва) — військовий корабель, лідер ескадрених міноносців проєкту 1 радянського Військово-морського флоту. Лідер «Москва» брав участь у боях в складі Чорноморського флоту в перші дні німецько-радянської війни й загинув у бою 26 червня 1941 року в ході проведення рейду на Констанцу. Корабель належав до класу лідерів есмінців, що проєктувалися радянськими інженерами на ідеях французьких великих есмінців (фр. contre-torpilleur), таких як тип «Вокелен» початку 1930-х років.
«Москва» був закладений 29 жовтня 1932 року на верфі суднобудівного заводу № 198 імені Андре Марті в Миколаєві. 30 жовтня 1934 року він був спущений на воду. Його відбуксирували на судноремонтний завод № 201 у Севастополі для добудови, і на ходових випробуваннях у квітні 1938 року корабель досяг швидкості 43 вузли (80 км/год). 7 серпня 1938 року «Москва» увійшов до складу 3-го дивізіону загону легких сил Чорноморського флоту ВМФ СРСР.

## Історія служби
16 листопада він вирушив до Стамбула для участі у похороні президента Туреччини Мустафи Кемаля Ататюрка. Перебуваючи в Туреччині, 40 офіцерів і матросів вирушили до Анкари, щоб покласти вінок перед тим, як лідер есмінця відплив зі Стамбула 25 листопада, повернувшись до Севастополя через три дні після навчань у Чорному морі. «Москва» перевезла міністра закордонних справ Туреччини Шюкрю Сараджоглу назад до турецької столиці між 19 і 20 жовтня 1939 року, відвідуючи порт разом з есмінцем «Беспощадний» до 23 жовтня.
Наприкінці 1940 року лідер брав участь у спільних маневрах із Закавказьким військовим округом у східній частині Чорного моря. За планами радянського командування, в разі нападу Румунії на Радянський Союз «Москва» у складі ескадри Чорноморського флоту мала знищити або захопити румунський флот та перерізати комунікації, блокувати румунське узбережжя, підтримати потенційну висадку морського десанту та просування радянських військ вздовж узбережжя Чорного моря. З 4 по 19 червня, для відпрацювання цього плану «Москва» брала участь у навчаннях з 9-м окремим стрілецьким корпусом, підтримуючи імітацію висадки морського десанту на західному узбережжі Криму, поблизу Тендри.

### Німецько-радянська війна
Після початку операції «Барбаросса», вторгнення Німеччини в Радянський Союз, ескадра Чорноморського флоту отримала завдання зірвати лінії постачання країн Осі, бомбардувати румунський порт Констанца та його нафтові резервуари. Час бомбардування було встановлено на 05:00 26 червня, а перед цим годиною раніше мав розпочатися 30-хвилинний авіаудар літаками флоту. Для рейду крейсер «Ворошилов» та «Москва» мали прикривати бомбардування порту разом з однотипним «Харковом» та есмінцями «Сообразительний» та «Смишлений». Щоб запобігти авіаційному удару країн Осі, кораблі почали залишати Севастополь вночі, о 18:00 25 червня. Однак, перед виходом з бухти, кораблям було наказано повернутися в порт, оскільки план був змінений народним комісаром ВМФ, віцеадміралом Миколою Кузнєцовим, який наказав, щоб два командири есмінців провели бомбардування за підтримки інших кораблів. «Москва» та «Харків» вирушили із Севастопольської бухти о 20:10, спочатку прямуючи до Одеси як обманний маневр, а потім трохи більше ніж за годину повернули до місця рандеву, за ними йшла група підтримки.
Вранці 26 червня «Москва» і «Харків» обстріляли, як було заплановано, румунський порт, хоча авіаудар не був здійснений. «Москва» випустив 196 із 350 снарядів по нафтових цистернах і залізничних станціях з відстані близько 20 км, підірвавши поїзд із боєприпасами та завдавши значних ушкоджень об'єктам. Коли вони готувалися до відходу після 10-хвилинного вогню, по них відкрила вогонь німецька берегова артилерія та румунські есмінці «Регіна Марія» і «Марашті». В результаті ворожого вогню сталося кілька влучень у «Москву», зокрема в грот-щоглу. Невдовзі після цього лідер наразився на міну, ймовірно закладену румунами 16–19 червня, яка переламала корабель навпіл. «Москва» швидко затонула, але німецькі гідролітаки Heinkel He 59 і румунські моторні торпедні катери змогли врятувати 69 врятованих, у тому числі сім офіцерів. Серед захоплених був командир корабля Тухов, який, за радянськими даними, пізніше втік і був убитий, діючи як партизан в Одеській області
У 2011 році затонулий корабель «Москва» був виявлений румунськими дайверами на глибині 40 метрів за 20 кілометрів від Констанци.